# Sint-Annakapel (Horst)

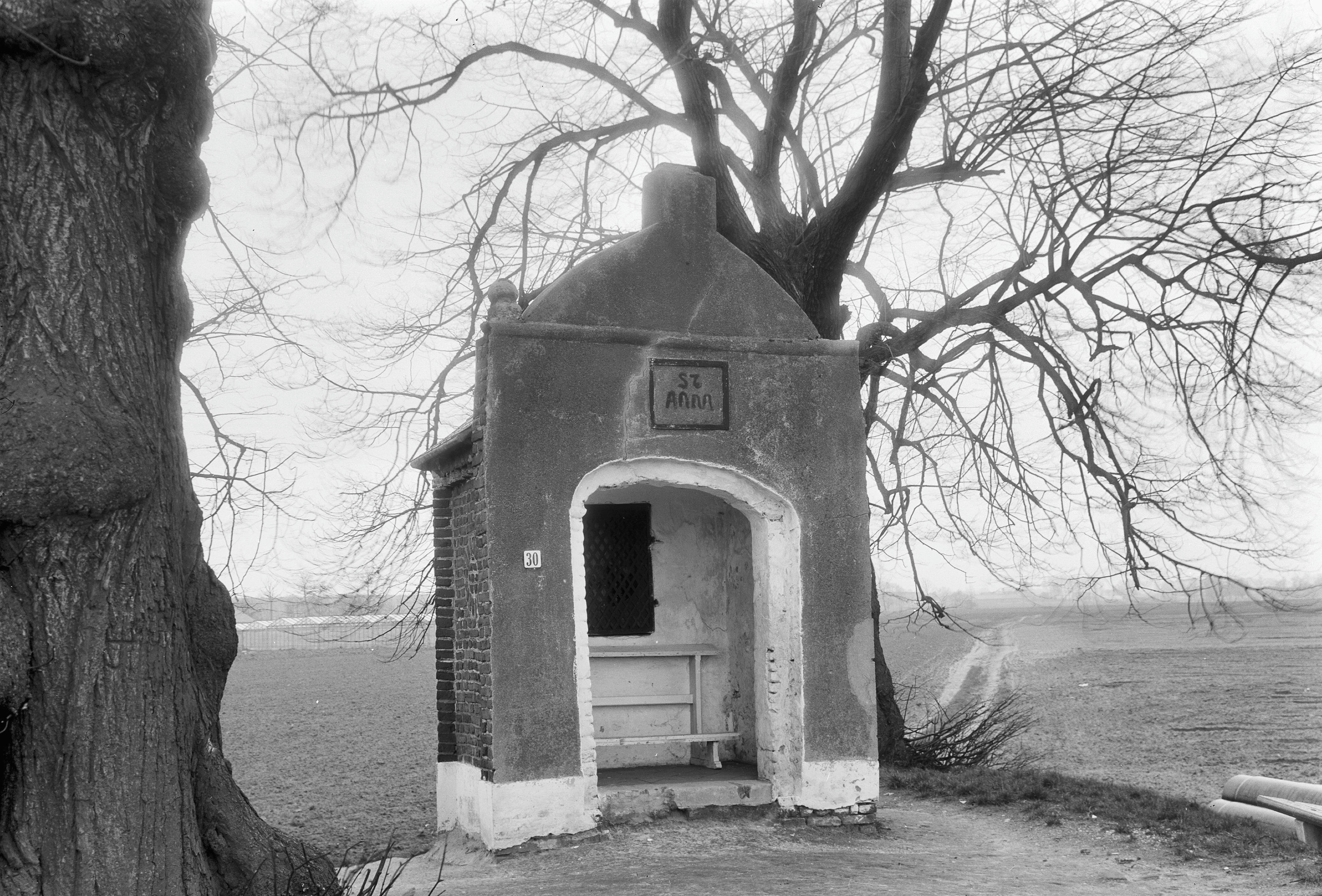
Sint-Annakapel vóór de restauratie

De Sint-Annakapel is een kapel te Horst in de Nederlands Noord-Limburgse gemeente Horst aan de Maas. De kapel staat aan de Sint-Annaweg 30 aan de zuidrand van Horst aan de rand van een industriegebied.
De kapel is gewijd aan Sint-Anna en is geklasseerd als rijksmonument.

## Geschiedenis
In 1646 werd de plek in de registers van de Horster parochiekerk aangeduid met arbordivae Virginis (vertaling: boom van de heilige Maagd). Reeds vóór 1700 zou hier sprake geweest zijn van een aan Maria gewijde kapel. In 1769 werd de plek aangeduid met uytten offer aan Vrouwen boom vier gulden en drie stuivers Cleefs geld. De devotie op deze plek ging later over op Sint-Anna, maar onduidelijk is wanneer dit plaatsvond.
Voor 1978 lag de kapel midden in de velden en sinds 1978 wordt de kapel voor een groot deel omgeven door een industriegebied.
Op 14 juli 2010 vernielde een hevige storm de kapel, maar de schade was een jaar later hersteld en op 4 september 2011 werd de kapel opnieuw ingezegend.

## Bouwwerk
De kapel staat op een kapelberg en wordt omringd door oude en jonge lindebomen. De bakstenen kapel heeft een driezijdige koorsluiting en wordt gedekt door een zadeldak met leien. Op de hoeken van de gevels zijn er steunberen geplaatst. In de twee rechte zijgevels is er een rond venster met traliewerk aangebracht. De frontgevel heeft schouderstukken waarop stenen bollen aangebracht zijn, met hiertussen een ingezwenkte top met centrale rechthoekige kolom. Ter hoogte van de schouders heeft de gevel een horizontale lijst en hieronder is met zwart ijzerwerk een tekst aangebracht:

ST ANNA KAPELLEKE

In de frontgevel bevindt zich de segmentboogvormige toegang die wordt afgesloten met een ijzeren hek. Er is eveneens een laag ijzeren hek voor de ingang van de kapel aangebracht.
Van binnen zijn de wanden wit gepleisterd en in de achterwand is een rechthoekige nis aangebracht die wordt afgesloten met een smeedijzeren traliehek. In de nis staat een beeld van Sint-Anna die de heilige toont samen met haar dochter Maria en kleinzoon Jezus, een zogenoemde Annatrits.